# حكم الحزبين

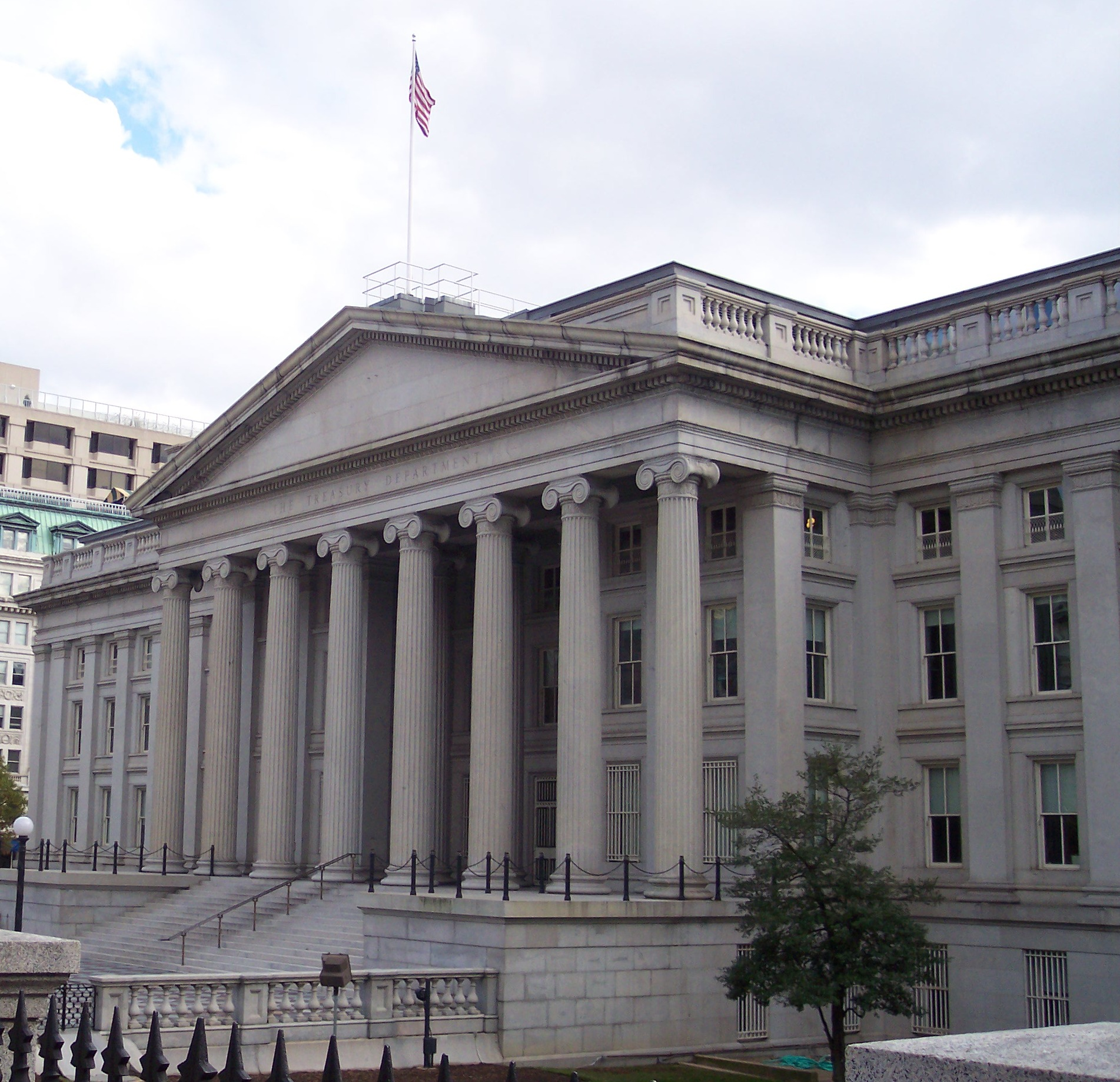

حكم الحزبين أو نظام الحزبين هو نظام حزبي فيه حزبان سياسيان كبيران يسيطران على الساحة السياسية. في أي وقت من الأوقات، يتمتع أحد الحزبين نمطيًا بالأغلبية في السلطة التشريعية ويُشار إليه عادة بـ الأغلبية أو الحزب الحاكم، في حين يُسمى الآخر الأقلية أو الحزب المعارض. لهذا المصطلح معانٍ مختلفة حول العالم، فعلى سبيل المثال، في الولايات المتحدة وجامايكا ومالطا، يصف مصطلح نظام الحزبين نظامًا ينتمي فيه كل المسؤولين المنتخبين أو تقريبًا كلهم إلى حزب واحد فقط من الحزبين الكبيرين، ونادرًا ما تفوز الأحزاب الأخرى بأي مقاعد في الهيئة التشريعية. في مثل هذه الأنظمة، تُرى أنظمة الحزبين على أنها ناتجة عن عوامل مختلفة مثل قواعد الانتخاب «الفائز يأخذ كل شيء». في أنظمة كهذه، في حين أن فرص فوز مرشحي الحزب الثالث بالانتخابات لشغل المناصب الوطنية الكبرى بعيدة المنال، يمكن للمجموعات ضمن الأحزاب الأكبر، أو المعارضة لأحد الحزبين أو لكليهما، أن تمارس نفوذها على الحزبين الرئيسيين. وعلى النقيض من ذلك، في كندا، والمملكة المتحدة، وأستراليا، وفي الأنظمة البرلمانية الأخرى، وفي أي مكان آخر، يُستعمل مصطلح نظام الحزبين أحيانًا ليدل على نظام يسيطر فيه حزبان على الانتخابات ولكن تُوجد فيه أحزاب ثالثة تفوز بمقاعد في الهيئة التشريعية، ويمارس فيه الحزبان الرئيسيان نفوذًا أكبر نسبيًا مما تقترحه النسبة المئوية لأصواتهما.
نوقشت تفسيرات حول السبب وراء إمكانية تطور نظام سياسي بانتخابات حرة إلى نظام الحزبين. تنص نظرية رئيسية، أُشير إليها بقانون دوفرجيه، على أن الحزبين نتيجة طبيعية لنظام التصويت «الفائز يأخذ كل شيء».

## أمثلة

### دول الكومنولث
في دول مثل بريطانيا، يبرز حزبان رئيسيان يملكان نفوذًا قويًا ويميلان إلى انتخاب معظم المرشحين، ولكن هناك العديد من الأحزاب الأصغر حجمًا تتمتع بدرجات متنوعة من النفوذ، وتكون هذه الأحزاب أحيانًا قادرة على انتخاب المسؤولين المشاركين في الهيئة التشريعية. في الأنظمة السياسية المبنية على نظام وستمنستر، وهو شكل معين من الديمقراطية البرلمانية المبنية على النمط البريطاني وموجود في دول كثيرة من دول الكومنولث، سيشكل حزب الأغلبيةِ الحكومةَ وسيشكل حزب الأقليةِ المعارضةَ، ومن الممكن تشكيل ائتلافات من الأحزاب الأصغر؛ في الحالات النادرة التي لا يمثل فيها أي حزب الأغلبية، ينشأ برلمان معلق. تُوصف هذه الأنظمة أحيانًا بأنها أنظمة الحزبين، لكن يُشار إليها عادة بالأنظمة متعددة الأحزاب. ليس هنالك دائمًا حدود دقيقة بين نظام الحزبين والنظام متعدد الأحزاب.
بشكل عام، يصبح نظام الحزبين نظامًا ثنائي التفرع من الطيف السياسي مع اليمين واليسار ظاهريًا: الحزب الوطني مقابل حزب العمال في مالطا، والائتلاف الليبرالي/الوطني مقابل حزب العمال في أستراليا، والحزب الجمهوري مقابل الحزب الديمقراطي في الولايات المتحدة، وحزب المحافظين مقابل حزب العمال في المملكة المتحدة.
ربما شهدت أحزاب أخرى في هذه البلدان مرشحين منتخبين لشغل مناصب محلية أو دون وطنية.
في بعض الحكومات، قد تماثل بعض الدوائر نظام الحزبين وقد تماثل أخرى النظام متعدد الأحزاب. على سبيل المثال، تتكون سياسية أستراليا بشكل كبير من حزبين (يُعتبر الائتلاف الليبرالي/الوطني غالبًا حزبًا مفردًا على المستوى الوطني نظرًا إلى تحالفهم طويل الأمد في تشكيل الحكومة والتنافس الإضافي النادر على نفس المقعد) بالنسبة إلى مجلس النواب الأسترالي، الذي يُنتخب بالتصويت الفوري، المعروف ضمن أستراليا بالتصويت التفضيلي. ومع ذلك، تكون الأحزاب الثالثة أكثر شيوعًا في مجلس الشيوخ الأسترالي، الذي يستخدم نظام تصويت تناسبي أكثر توافقًا مع الأحزاب الصغيرة.
يُوجد في كندا نظام الأحزاب المتعددة على المستوى الفيدرالي وفي المقاطعات الكبرى مثل كولومبيا البريطانية، وأونتاريو، وكيبك، ومانيتوبا، بالإضافة إلى المقاطعات الأصغر مثل نيو برونزويك، ونيوفندلاند ولابرادور، ونوفا سكوشا، وإقليم يوكون. على أي حال، أصبحت العديد من المقاطعات بشكل فعال أنظمة ثنائية الحزب يُنتخب فيها بانتظام أعضاء من الحزبين. تشمل الأمثلة كولومبيا البريطانية (حيث المعارك قائمة بين الحزب الديمقراطي الجديد وحزب ليبراليين كولومبيا البريطانية)، وألبرتا (بين حزب ألبرتا الديمقراطي الجديد وحزب المحافظين المتحد)، وساسكاتشوان (بين حزب الساسكاتشوان والحزب الديمقراطي الجديد)، ونيو برونزويك (بين الليبراليين والمحافظين التقدميين)، وجزيرة الأمير إدوارد (بين الليبراليين والمحافظين التقدميين).
أصبحت الدول الناطقة بالإنجليزية في منطقة الكاريبي ذات أنظمة ثنائية الحزب في حين أن تراث نظامها السياسي الأساسي من بريطانيا العظمى. تجري سياسة جامايكا بين حزب الشعب الوطني وحزب العمال الجامايكي، وسياسة غيانا بين الحزب الشعبي التقدمي والتحالف السياسي اليساري في غيانا، وهو في الواقع تحالف مكون من الأحزاب الصغيرة. تجري سياسة ترينيداد وتوباغو بين الحركة الوطنية الشعبية والشراكة الوطنية، وسياسة بليز بين الحزب الديمقراطي المتحد والحزب الشعبي المتحد، وسياسة الباهاماس بين الحزب الليبرالي التقدمي والحركة الوطنية الحرة، وسياسية باربادوس بين حزب العمال الديمقراطي وحزب عمال بربادوس.
تُعد سياسة زيمبابوي نظامًا ثنائي الحزب بين الاتحاد الوطني الأفريقي الزيمبابوي - الجبهة الوطنية الذي أسسه روبرت موغابي والتحالف المعارض حركة التغيير الديمقراطي - تسفانغيراي.

### الهند
تملك الهند نظامًا متعدد الأحزاب ولكنها تكشف أيضًا عن خصائص نظام الحزبين إذ يُعد (إن دي إيه) والتحالف التقدمي المتحد (يو بّي إيه) اللاعبين الرئيسيين. إن تحالف الاتحاد المتقدم والتحالف الديمقراطي الوطني كليهما ليسا حزبين سياسيين بل هما تحالفان من أحزاب صغيرة متعددة. تُوجد أحزاب صغيرة أخرى غير متحالفة مع «إن دي إيه» أو «يو بّي إيه»، وتتصدر بشكل عام 20% تقريبًا من مقاعد عام 2009 في لوك سابها، وقد ازدادت النسبة إلى 28% في الانتخابات العامة 2014 .

### أمريكا اللاتينية
تملك معظم دول أمريكا اللاتينية أيضًا أنظمة رئاسية مشابهة جدًا لأنظمة الولايات المتحدة وغالبًا مع أنظمة «الفائز يأخذ كل شيء». نظرًا إلى تراكم القوى الشائع في المكتب الرئاسي، أصبح كل من الحزب الرسمي والحزب المعارض الرئيسي من بين أهم الأنصار السياسيين الذين تسببوا تاريخيًا بإنشاء أنظمة الحزبين.